# New Bullards Bar Dam

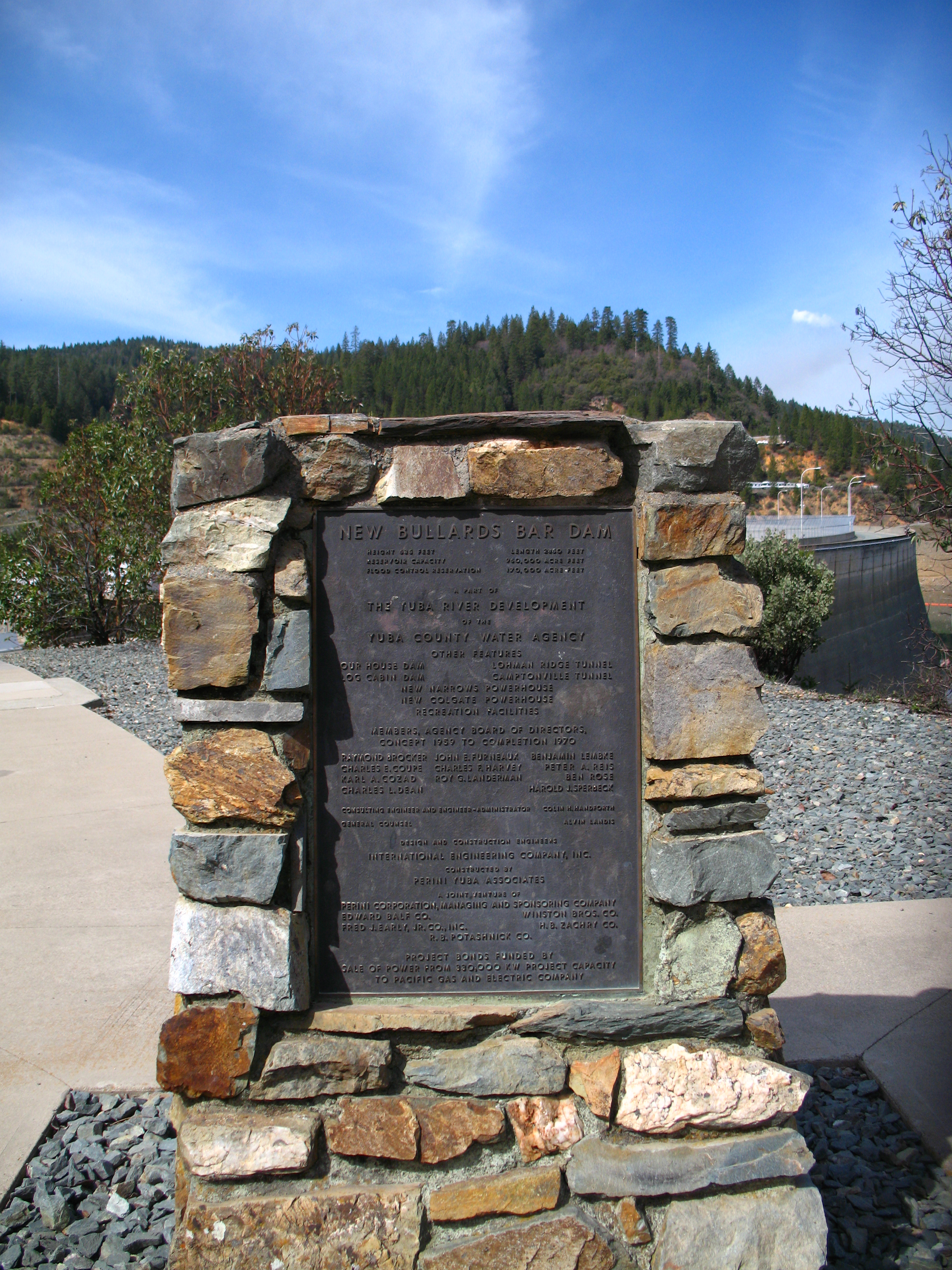
Gedenktafel am Damm

New Bullards Bar Dam ist eine Talsperre in Kalifornien (USA) am Yuba River, die das New-Bullards-Bar-Reservoir bildet, welches einen Speicherraum von 1184 Millionen Kubikmeter beinhaltet. Der Stausee liegt bei der Stadt Dobbins im Yuba County. Die Talsperre wird von der Yuba County Water Agency betrieben und dient der Bewässerung, Trinkwasserversorgung und Stromgewinnung aus Wasserkraft.
Das Absperrbauwerk besteht aus einer Bogenstaumauer mit einem variablen Radius. Die Mauer hat eine Höhe von 197 m (diese wird auch mit 194 oder 195 m angegeben). Damit befindet sich die Talsperre unter den 100 höchsten der Erde. Am Stauraum gemessen ist sie unter den größten 200 einzuordnen.
Am linksufrigen Ende der Dammkrone besteht eine Hochwasserentlastungsanlage in Form eines Segmentwehres mit drei Toren. Daran schließt eine steile Schussrinne mit einem sprungschanzenartigen Abschluss zur Energiedissipation an, über die das abgeschlagene Wasser in die Schlucht des Yuba River stürzt. Seit dem Jahre 2018 ist eine zusätzliche Entlastungsanlage im Planungs- und Genehmigungsverfahren. Deren Einlaufschwelle soll 31,5 Fuß (ca. 10 Meter) tiefer als die der Bestandsanlage liegen, um einen größeren Spielraum bei der Hochwasserbewirtschaftung zu haben, da der Seepegel vor dem Eintreffen von starken Niederschlägen weiter abgesenkt werden könnte. Zudem würde eine unabhängige, redundante Entlastungsanlage die Staudammsicherheit erheblich erhöhen, wie sich beim Zwischenfall am benachbarten Lake Oroville im Februar 2017 gezeigt hat. Die Ableitung des Wassers würde durch einen Tunnel ebenfalls am linken Ufer in der Nähe des Bestandes erfolgen. Der Baubeginn ist für 2022 vorgesehen.
Das Krafthaus New Colgate powerhouse steht nicht an der Talsperre, sondern 8 km flussabwärts, wodurch die Fallhöhe vergrößert wird. Die beiden Pelton-Turbinen von Voith haben zusammen eine Leistung von 325 Megawatt und hatten bei Ablieferung die größten Peltonräder der Welt. Sie haben einen Durchmesser von 5,4 m und wiegen 44,5 t und wurden von der schweizerischen Stahlgießerei Georg Fischer in Schaffhausen hergestellt.
Zusätzlich gibt es ein kleines Kraftwerk am Fuß der Staumauer, das 1986 errichtet wurde. Es leistet 150 kW und sorgt für die Abgabe von Restwasser in die Ausleitungsstrecke für die Fischfauna.